# Villard-Saint-Sauveur
Villard-Saint-Sauveur település Franciaországban, Jura megyében. Lakosainak száma 582 fő (2022. január 1.). Villard-Saint-Sauveur Saint-Claude, Coiserette, Coyrière, Les Moussières és Septmoncel les Molunes községekkel határos.

## Népesség
A település népessége az elmúlt években az alábbi módon változott:
| Lakosok száma | 388  | 547  | 588  | 649  | 606  | 614  | 618  | 615  | 604  | 582  |
|               | 1968 | 1982 | 1990 | 2006 | 2013 | 2015 | 2017 | 2019 | 2020 | 2022 |